# Obléchévo
Obléchévo ou Obleševo (en macédonien : Облешево) est un village de l'est de la Macédoine du Nord, chef-lieu de la commune de Češinovo-Obleševo. Le village comptait 1 131 habitants en 2002. Il possède une gare sur la ligne de Vélès à Kotchani.

## Démographie
Lors du recensement de 2002, le village comptait :
- Macédoniens : 1 129
- Serbes : 1
- Autres : 1